# Avantage du terrain

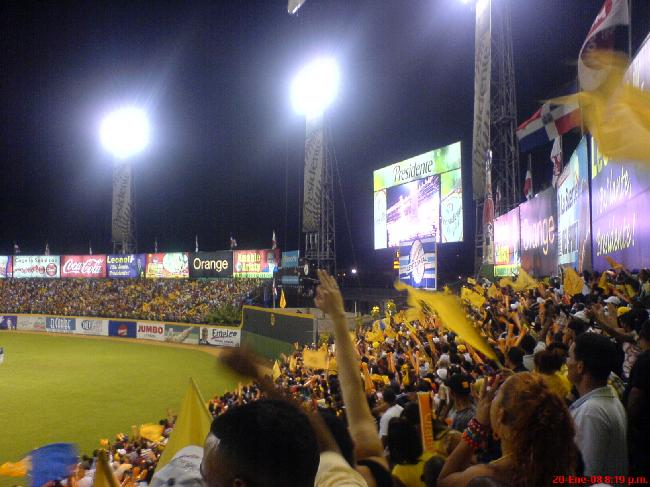
Des supporters de baseball dans un stade de République dominicaine.

 (mars 2013).
Si vous disposez d'ouvrages ou d'articles de référence ou si vous connaissez des sites web de qualité traitant du thème abordé ici, merci de compléter l'article en donnant les références utiles à sa vérifiabilité et en les liant à la section « Notes et références ».
L'avantage du terrain est un terme utilisé en sport pour décrire l'avantage présumé d'une équipe jouant devant ses supporters plutôt que sur le terrain du club adverse.
En Amérique du Nord, on accorde plus d'importance à cet avantage du terrain dans les sports utilisant un format de séries éliminatoires au meilleur de cinq ou sept parties, où un club peut obtenir le privilège d'entamer ou de terminer une série à domicile. L'avantage de jouer devant ses supporters peut aussi être un facteur à considérer dans les matchs internationaux, en sports d'équipe ou individuels. 
Deux chercheurs britanniques, Sandy Wolfson et Nick Neave, ont montré que le niveau de testostérone était supérieur chez un sportif qui joue à domicile et que cela serait lié à un instinct de domination et de défense du territoire.

## Selon le sport
Au football, « En dix saisons de championnat de France de première division, 17,4 % seulement de victoires ont été remportées par des équipes opérant sur un terrain adverse. En Angleterre, en trente saisons, de 1949 à 1979, plus des deux tiers des succès ont été acquis à domicile ». On parle parfois de « douzième homme » pour désigner le public local dans son rapport avec l'équipe qui joue à domicile. 
Au baseball, comme une équipe joue en offensive pendant que l'autre est à la défensive, l'équipe locale a le dernier tour au bâton dans une manche, ce qui lui donne la possibilité de marquer les points nécessaires à une victoire sans que l'adversaire n'ait droit de réplique. Les dimensions des stades de baseball varient aussi d'un club à l'autre et, puisque le sport est joué à l'extérieur, d'autres facteurs spécifiques aux lieux ou les matchs sont joués, tels la météo, la chaleur, l'altitude ou les vents, peuvent favoriser l'équipe locale. Cette dernière pourra être plus à l'aise dans ces conditions, et les effectifs sont parfois construits pour en tirer avantage. Les statistiques sabermétriques au baseball incluent le park factor pour tenter de mesurer cet avantage du terrain.
L'équipe locale, historiquement, avait gagné environ 54 % des matchs de la Ligue majeure de baseball après la saison 2013. La tendance est beaucoup plus lourde en éliminatoires : de 1986 à 2013, le club détenant l'avantage du terrain a remporté la Série mondiale, jouée au meilleur de 7 matchs, 23 fois sur 28.